# Kepler-56
Kepler-56 là sao khổng lồ đỏ cách chúng ta khoảng 3.060 năm ánh sáng, có khối lượng lớn hơn một chút so với Mặt Trời. Sao có hai hành tinh được xác nhận, một hành tinh có kích thước nhỏ hơn một chút so với Sao Hải Vương và một hành tinh khác nhỏ hơn một chút so với Sao Thổ. Cả hai hành tinh đều phát hiện vào năm 2012.
Các nghiên cứu địa chấn sao học cho thấy quỹ đạo của Kepler-56b và Kepler-56c lệch khoảng 45° so với đường xích đạo của sao chủ. Các phép đo vận tốc xuyên tâm đã tiết lộ bằng chứng về một nhiễu động trọng trường nhưng hiện tại vẫn chưa rõ đó là một ngôi sao lân cận hay một hành tinh thứ ba.
| Thiên thể đồng hành (thứ tự từ ngôi sao ra) | Khối lượng | Bán trục lớn (AU) | Chu kỳ quỹ đạo (ngày) | Độ lệch tâm | Độ nghiêng | Bán kính       |
| ------------------------------------------- | ---------- | ----------------- | --------------------- | ----------- | ---------- | -------------- |
| b                                           | 0.07 MJ    | 0.1028            | 10.5034294            | —           | 79.640°    | 3.606495320 R🜨 |
| c                                           | 0.569 MJ   | 0.1652            | 21.4050484            | —           | 81.930°    | 7.844702558 R🜨 |
| d                                           | 3.3 MJ     | 2                 | —                     | 0.4         | —          | —              |